# 金樹仁
金 樹仁（きん じゅじん）は、中華民国の新疆の政治家。字は徳庵。
1879年に甘粛省蘭州府河州金家嘴（現在の永靖県）で生まれた。1914年に新疆に赴任し、楊増新政権にて地方長官を歴任、1926年には政務庁長に就任した。1928年に楊増新が部下の樊耀南に暗殺されると、樊耀南を逮捕し、新疆省の実権を掌握。同年11月17日に国民政府から正式に新疆省政府主席に任命された。
金樹仁の5年間の新疆統治は腐敗と圧制に特徴付けられ、楊増新体制下で注意深く抑制されていた民族、宗教間の紛争が一気に噴出した。金は、漢人官吏を重用する一方、屠畜税の導入やメッカ巡礼の禁止により、ムスリム住民の反感を買っただけでなく、清朝時代以来、ハミで自治権を与えられていたムスリムの郡王家を廃止（改土帰流）するなど、現地民エリートからも反発を招いた。
ハミの改土帰流問題に反発した、ハミのムスリム住民はホージャ・ニヤズを中心に1931年に反乱を起こし、甘粛省の軍閥指導者であった回族の馬仲英に支援を要請した。馬仲英の介入に触発されて、トゥルファンやホータンでもムスリムによる反乱が発生した。
反乱の最中、1933年4月12日に、省政府傘下の白系ロシア人部隊と漢人官吏によるクーデタが発生し、教育庁長の劉文竜を省政府臨時主席に据えた。失脚した金樹仁は軍事力による権力奪還を図ったが、盛世才の反乱によりタルバガタイに撤退し、ソ連への亡命を余儀なくされた。その後、シベリア経由で南京に戻ったが、国民党政府で活動していたアルプテキンらに告発され、入獄。1935年に釈放されて、故郷甘粛省の蘭州に居住した。